# Sarah Jones (Periodista)
Sarah Jones (nacida en marzo de 1985) es una periodista estadounidense ganadora de un Premio Emmy y fundadora de Sarah Jones Reports.Ella presenta un programa de podcast semanal llamado "Sarah Jones lo Analiza". Además, es autora de la revista de concienciación sobre el cáncer para niños: Leucemia, y de un libro infantil sobre la guerra.

## Carrera
Mientras estaba en su último año en el Lake Forest College en Illinois, Jones se unió a ABC News como productora asociada, trabajó durante un año y se capacitó como corresponsal extranjera en TOL. Entre 2008 y 2010, trabajó como periodista voluntaria o freelance para varias empresas de noticias, incluyendo TVE, Ushahidi, CNN y ABC News. Luego, en 2011, se unió a la revista Northern Virginia Magazine como pasante. Jones introdujo el momento internacional de silencio para la iniciativa "Recuerdo a los Periodistas Caídos" en 2014, en colaboración con la Fundación de las Naciones Unidas para el Bien Social, el Comité para la Protección de los Periodistas, el Frontline Club, el National Press Club, Muck Rack, la Asociación Internacional de Clubes de Prensa, la Fundación James W. Foley, la Fundación Knight y Reddit. Desde entonces, se ha practicado y observadas en todo el mundo el 3 de mayo. Además, fundó el programa "Visto y Escuchado" para destacar noticias poco reportadas en los medios de comunicación convencionales.
Jones estuvo asociada con varios proyectos independientes, que incluyen el documental "9/11: El Día que Cambió al Mundo" para Brook Lapping Productions, y también trabajó con BBC World Service, KTV2 (Kuwait), Channel 4, Gulf News, Digital Journal y CNN de 2010 a 2013. Fue delegada en el Foro Mundial Skoll sobre Emprendedores Sociales en Oxford, Inglaterra, en 2015, 2016 y 2017. Jones sirvió como jueza en los Premios de Medios en Línea de The Drum (OMAs) de 2015 a 2019 y en los Premios Edward R. Murrow en RTDNA en 2020. También participó como ponente en la Cumbre Internacional de Mujeres y Justicia, y dio una presentación sobre la hipersexualización de las mujeres y las niñas en las redes sociales en el mismo año, ante presidentes, ministros y líderes de más de 30 países.
En 2013, Jones se convirtió en editora de noticias adjunta en Al Jazeera America y ocupó ese cargo durante un año. Luego se unió a TRT World como reportera senior y trabajó en la empresa hasta 2017. Al año siguiente, Jones comenzó a trabajar como reportera de noticias para KWQC TV-6 News y luego se unió a WTHR-TV como reportera en 2019. Fue invitada como invitada en el Seminario de Seguridad Nacional del Army War College en 2021. También fue nominada y completó la Academia de Ciudadanos del FBI en Indianápolis, Indiana, el mismo año. Además, publicó un libro infantil titulado "Un Libro para Niños Sobre la Guerra" en 2022.
Desde 2010, Jones ha estado trabajando como periodista independiente bajo Sarah Jones Reports. Ha estado presentando un programa de podcast semanal para niños llamado "Sarah Jones lo Explica Todo" y ocupando el cargo de directora de asuntos públicos en The Olayan Group desde 2022. Jones es miembro del Registro de Periodistas Freelance en la Primera Línea, el National Press Club, el Chartered Institute for Journalists y Chatham House.